# Pier Capponi (sommergibile)
Il Pier Capponi è stato un sommergibile della Regia Marina.

## Storia
All'inizio degli anni '30 compì assieme ai gemelli una crociera nel Mediterraneo orientale, con tappa a Salonicco, Lero e Rodi ed il contemporaneo svolgimento di esercitazioni aeronavali.
Partecipò clandestinamente alla guerra di Spagna operando in Egeo. 
Il 3 settembre 1937 partì da Lero per la prima missione; svolse una manovra d'attacco senza poterla portare a termine e dopo un giorno dovette tornare in porto per un'avaria. Il 5 settembre uscì in mare per altri due giorni ma non avvistò nulla. 
Con l'entrata dell'Italia nella seconda guerra mondiale compì la prima missione dal 21 al 25 giugno 1940, fra Pantelleria e la Tunisia, al comando del t.v. Romeo Romei. Durante tale missione, alle 00.35 del 22 giugno, avvistò il piroscafo armato svedese Helge (1888 tsl), noleggiato dagli Alleati, in navigazione dalla Tunisia a Malta; dopo aver lanciato un primo siluro che la nave riuscì a evitare, iniziò a cannoneggiarla dovendosi interrompere per guasto al cannone e la colpì poi con altri due siluri, accelerandone l'affondamento con una terza arma: l’Helge affondò intorno all'1.50, nel punto 36°39' N e 11°12' E. 
Il 6 luglio fu inviato in agguato al largo di Malta e alle 23.20 dell'11 luglio avvistò tre corazzate britanniche scortate e alle 23.40 lanciò due siluri stando in superficie, mancando i bersagli; si allontanò poi immergendosi ma fu sottoposto a caccia antisommergibile riportando alcuni danni. Terminato il bombardamento, emerse per ricaricare le batterie ma avvistò un dragamine della vigilanza costiera maltese: gli uomini del Capponi – scambiato per un'unità francese intenzionata a consegnarsi – lasciarono avvicinare la nave finché fu a tiro delle mitragliere, poi aprirono il fuoco colpendo l'equipaggio in coperta; il Capponi fu però bersagliato dalle batterie costiere e costretto ad immergersi, potendosi poi allontanare con il buio. 
Fra il 1° ed il 4 settembre rimase in agguato una trentina di miglia a sudest di Malta; il primo giorno attaccò infruttuosamente un cacciatorpediniere dovendosi poi immergere per la sua reazione. Verso la mezzanotte del 9 novembre avvistò a 10.000 metri di distanza due corazzate, una portaerei, qualche incrociatore e numerosi cacciatorpediniere (era in corso l'operazione inglese «Coat»); lanciò tre siluri da 4000 metri e ne avvertì le esplosioni, che però, secondo fonti britanniche, furono semplicemente dovute alla fine corsa dei siluri. 
Il 24 febbraio 1941 partì da Messina per una nuova missione ma dovette subito fare ritorno causa guasto. 
Il 31 marzo lasciò nuovamente Messina diretto a La Spezia, ma fu avvistato dal sommergibile britannico Rorqual che gli lanciò alcuni siluri: due centrarono il Capponi che s'inabissò in pochi istanti con tutto l'equipaggio, nel punto 38°32' N e 15°15' E (circa 17 miglia a sud di Stromboli). 
Con il sommergibile s'inabissarono 5 ufficiali e 33 fra sottufficiali e marinai. Alla memoria del comandante Romei fu conferita la Medaglia d'oro al valor militare.